# Незнакомые потолки
«Незнакомые потолки», также «Зверь» (яп. 見知らぬ、天井 Мисирану, тэндзё:, дословно — «Неизвестные потолки») — второй эпизод аниме-сериала «Евангелион» от студии Gainax. Режиссёром является Кадзуя Цурумаки, сценаристами — Ёдзи Энокидо и Хидэаки Анно. Производство эпизода началось в сентябре 1994 года и закончилось в мае 1995 года. Впервые был показан 11 октября 1995 года на TV Tokyo, набрав 5,3 % аудитории. Были выпущены футболки с вступительным кадром эпизода.
В эпизоде события настоящего — пребывание Синдзи Икари в больнице, где его навещает капитан Мисато Кацураги, которая решает взять его к себе домой, — чередуются с его воспоминаниями о том, что произошло накануне: как он на Евангелионе-01 стоял перед существом, называемым ангелом Сакиилом, но не справился с управлением, как Ева-01 отключилась после атаки ангела, но затем реактивировалась и уничтожила Сакиила.

## Сюжет

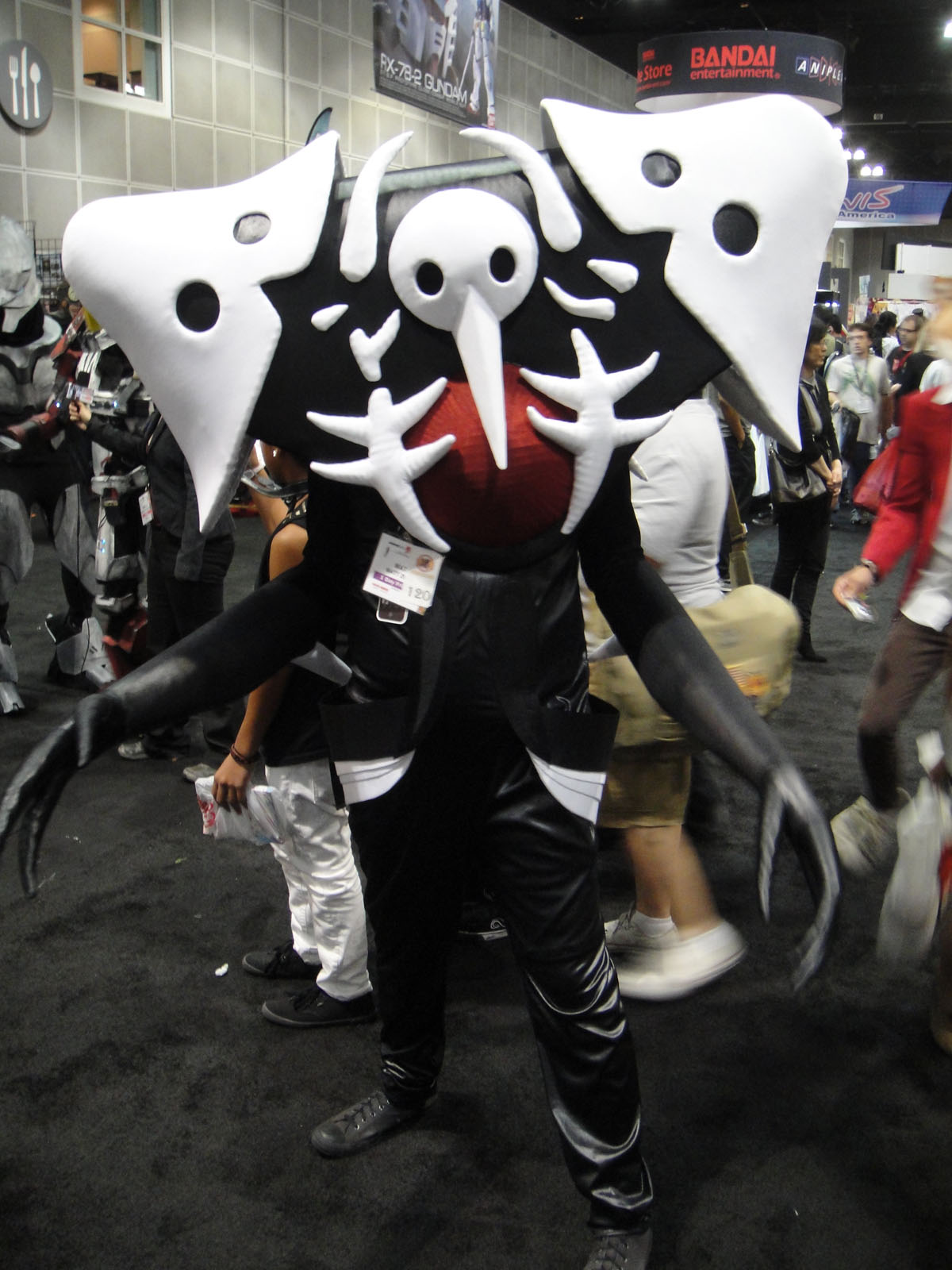
Косплей Сакиила на Anime Expo 2011

Эпизод начинается со сцены, в которой Синдзи Икари на роботе Евангелионе-01 (Ева-01) стоит перед существом, называемым третьим ангелом Сакиилом, посреди Токио-3. Пытаясь управлять роботом, мальчик успешно делает первый шаг, однако на втором Ева-01 падает лицом вниз. Синдзи охватывает страх, он не может ничего сделать. Ангел хватает Еву-01 за лицо, наносит удар в левую руку и правый глаз. После этого связь с пилотом обрывается, и робот отключается.
Синдзи просыпается в больнице. Тем временем его отец Гэндо Икари, являющийся руководителем агентства Nerv, встречается с председателем Комитета совершенствования человечества Килом Лоренцом, который поручает ему не допустить, чтобы из-за повторных пришествий ангелов проект совершенствования человечества отставал от графика. Капитан Nerv Мисато Кацураги навещает Синдзи. Узнав, что мальчику предстоит жить одному, она забирает его к себе домой.
В квартире Мисато царит беспорядок, её холодильник наполнен пивом, льдом и закусками. Знакомство Синдзи с домашним питомцем капитана, тепловодным пингвином Пен-Пеном, оборачивается конфузом: напугавшись, голый мальчик выбегает из душа. Вечером к Синдзи возвращаются воспоминания вчерашнего дня: оказывается, после того, как Ева-01 отключилась, она реактивировалась и, перейдя на самостоятельное управление, напала на Сакиила. Робот уничтожил его ядро, жизненно важный орган. Затем ангел обволок собой Еву и самоуничтожился, образовав крестообразное взрывное облако. Робот вышел из эпицентра взрыва, и Nerv получило над ним контроль. В конце эпизода в комнату заходит Мисато и хвалит Синдзи за победу над ангелом.

## Производство
В 1993 году Gainax опубликовала «Предложение» (яп. 企画書), презентационный документ о «Евангелионе», который содержал синопсис первого эпизода «Люди воссоединились» (яп. 再会する人々). В нём на Токио-3 нападает ангел Разиэль. Ему противостоит Рей Аянами на Еве-00, однако она терпит поражение. Тем временем Мисато сопровождает Синдзи в штаб-квартиру Nerv, где он садится в Еву-01 и, попав в город, встречает Разиэля. Впоследствии сюжет был изменён: Разиэль заменён на Сакиила, а эпизод переименован в «Нападение Ангела». Сцена в конце с Синдзи и ангелом в городе была вырезана и перенесена во второй эпизод — «Незнакомые потолки».
Работа над эпизодом «Незнакомые потолки», как и над «Нападением Ангела», началась в сентябре 1994 года. По мнению Юитиро Огуро из style.fm, на этапе раскадровки дизайн битвы с Сакиилом был схож со стилем «Ультрамена», но затем главный аниматор Такэси Хонда решил придать ему стиль аниме. В июле 1995 года оба эпизода были показаны в незавершённом виде на втором фестивале Gainax. Производство «Незнакомых потолков» было закончено в мае 1995 года.
Режиссёром «Незнакомых потолков» является Кадзуя Цурумаки, сценаристами — Ёдзи Энокидо и Хидэаки Анно, раскадровщиками — Масаюки Ямагути и Анно, главным аниматором — Такэси Хонда. Во вступительной музыкальной теме эпизода была использована песня «A Cruel Angel’s Thesis» в исполнении Ёко Такахаси, а в заключительной — одна из версий «Fly Me to the Moon» в исполнении Клэр Литтли (в каждой серии используется своя версия этой композиции). Также в «Незнакомых потолках» была задействована песня «You are the only» Котоно Мицуиси, сэйю Мисато.
По мнению Огуро, в «Незнакомых потолках» прослеживается стиль Масаюки, при котором персонажи находятся на краю экрана. Он отметил, что со второго эпизода и на протяжении всего сериала герои во время диалогов часто не смотрят друг другу в лицо. Исключением для такого приёма в «Незнакомых потолках» стали Синдзи и Мисато, потому что, по его мнению, они хотят узнать друг друга получше. Огуро отметил, что Хонда нарисовал персонажей в более утончённом стиле, чем главный аниматор первого эпизода Сюндзи Судзуки, который старался соответствовать дизайну персонажей от Ёсиюки Садамото. Один из аниматоров эпизода, Ё Ёсинари, рисовал Еву преимущественно под линейку для придачи остроты и жёсткости изображения. 
В сцене, где Мисато обедает с Синдзи, был использован так называемый «отскок Gainax» — элемент фансервиса, представляющий собой показ подпрыгивающей женской груди. В эпизоде впервые упоминается проект совершенствования человека тайной организации Seele. По словам Анно, это было импровизацией, и он не имел чёткого представления о нём.

## Отсылки
В «Незнакомых потолках» был использован один из христианских символов — крест. Его в качестве кулона носит Мисато, он присутствует в кабине пилота Евы-00, Сакиил перед смертью образует крестообразное взрывное облако. Имя Сакиила является отсылкой к архангелу в иудаизме и христианстве, Сихаилу. В эпизоде был впервые назван Токио-3, город, в котором происходит действия сериала. Это название является отсылкой к космическому кораблю «Tokyo III» из фильма 1984 года Bye-Bye Jupiter. Сцена, где Мисато рассказывает Рицуко о кондиционировании воздуха в грузовике, является отсылкой к Nadia: The Secret of Blue Water, предыдущему проекту Gainax, а сцена, где из головы Евы-01 течёт кровь — к манге Getter Robo. Также в эпизоде были использованы реальные бренды, такие как грузовик Mitsubishi Fuso, Digital Audio Tape от Sony и пиво Yebisu.
По мнению обозревателя Акио Нагатоми из Animé Café, техника воспоминаний в эпизоде была заимствована из одного из предыдущих проектов Gainax Gunbuster, когда Норико в ванне рассказывает о встрече с инструктором Ота. По мнению писателя Денниса Редмонда, сцена, где крупным планом показан дрожащий глаз Синдзи во время его воспоминаний о битве, является отсылкой к аналогичной сцене из фильма 1974 года «Техасская резня бензопилой» с главной героиней Салли Хардести.

## Показ и критика
Впервые «Незнакомые потолки» был показан 11 октября 1995 года на TV Tokyo, набрав 5,3 % аудитории.
Редактор Film School Rejects Макс Ковилл поставил «Незнакомые потолки» на 14-е место в своём рейтинге эпизодов «Евангелиона», похвалив его за элементы боевика, комедии и фансервиса. Мэтью Гарсия из Multiversity Comics похвалил эпизод за динамичность и «чувство масштаба и пропорций». Обозреватель Акио Нагатоми из Animé Café отметил, что, в отличие от первого эпизода, во втором происходит развитие персонажей. Он раскритиковал эпизод за манипулятивную атмосферу, которая вызывает чувство жалости к Синдзи из-за того, что он находится в неконтролируемой им ситуации. Джейн Нагатоми из Animé Café назвала сюжет «Незнакомых потолков» слабым и раскритиковала источник внешнего питания Евы-01, представленного в виде кабеля. Она похвалила эпизод за озвучку и юмористическую сцену с Пен-Пеном.
Битва Синдзи с Сакиилом получила смешанные отзывы критиков. Редакторы Screen Rant Джек Кэмерон и Адам Бич поставили её на 3-е и 7-е места соответственно в своих рейтингах лучших битв сериала, Леонард Мэнсон из Somagnews.com — на 7-е, Аджай Аравинд из Comic Book Resources — на 3-е. Редактор Syfy Universal Дэниел Докери, включив сцену с впадающей в неистовство Евы-01 в «10 наиболее потрясающих моментов» сериала, писал, что в наблюдении за ней есть нечто «внушающее благоговейный трепет» и даже «некомфортное». По мнению Рубена Барона из Comic Book Resources, битва демонстрирует извращённую жестокость видения Анно. Профессор Сьюзан Джолифф Нейпир отметила, что Синдзи убил Сакиила с сильным нежеланием, что делает его поступок менее героическим в традиционном понимании. Также она похвалила битву за увлекательную нетехнологическую манеру.

## В культуре
Название песни «Unfamiliar Ceilings» (с англ. — «Незнакомые потолки») второго студийного альбома британской рок-группы Fightstar One Day Son, This Will All Be Yours является отсылкой к «Незнакомым потолкам».

## Продукция
Американская компания ADV Films 27 мая 1997 года выпустила LaserDisc-сборник «Neon Genesis Deluxe Collection 1», в который были включены «Незнакомые потолки». Эпизод был включён в DVD-сборники «Second Impact Box» Gainax и «Евангелион. Том 1 серии 1―6» российской компании MC Entertainment, выпущенные 15 ноября 2000 и 21 апреля 2005 года соответственно. «Незнакомые потолки» вошли в Blu-ray-сборник «Neon Genesis Evangelion Blu-ray BOX», выпущенный японской компанией King Records 26 августа 2015 года. Японская компания Movic выпустила футболки со вступительным кадром эпизода.

### Комментарии
1. ↑  Проект совершенствования человечества 	— проект тайной организации Seele по возращению человечества к прежнему состоянию бытия, в котором отсутствует индивидуальность и эго, путём объединения всех душ в одну[5][6].

### На японском языке
- Evangelion Chronicle (яп.). — DeAgostini, 2010. — Vol. 9.
- Evangelion Chronicle (яп.). — DeAgostini, 2010. — Vol. 10.
- Evangelion Chronicle (яп.). — DeAgostini, 2010. — Vol. 14.
- Evangelion Chronicle (яп.). — DeAgostini, 2010. — Vol. 17.
- Evangelion Chronicle (яп.). — DeAgostini, 2010. — Vol. 26.
- Evangelion Chronicle (яп.). — DeAgostini, 2010. — Vol. 41.
- Gainax. Neon Genesis Evangelion Newtype 100% Collection = 新世紀エヴァンゲリオン NEWTYPE 100％ COLLECTION. — Kadokawa Shoten, 1997. — ISBN 4-04-852700-2.
- Neon Genesis Evangelion Film Books (яп.). — Kadokawa Shoten, 1995. — Vol. 1.
- Neon Genesis Evangelion Theatralical VHS Box Booklet (яп.). — King Amusement Creative, 1997.

### На других языках
- Cannarsi G. Evangelion Encyclopedia (итал.). — Dynit[англ.], 1997. — Vol. 1.
- Fujie K., Foster M. Neon Genesis Evangelion: The Unofficial Guide (англ.). — Tokyo: DH Publishibg, 2004. — 188 p. — ISBN 9780974596143.
- Napier J. S.[англ.]. Anime – From Akira to Howl's Moving Castle (англ.). — New York: Palgrave MacMillan, 2005. — 355 p. — ISBN 1-4039-7052-1.
- Napier J. S.[англ.]. When the Machines Stop: Fantasy, Reality, and Terminal Identity in Neon Genesis Evangelion and Serial Experiments Lain (англ.) // Science Fiction Studies[англ.]. — 2002. — Vol. 29, no. 3. — P. 418—435.
- Otsuka E. The Kurosagi Corpse Delivery Service: Book Five Omnibus (англ.). — Dark Horse Comics, 2022. — 648 p. — ISBN 9781506714844.
- Poitras G. The Anime Companion: More What's Japanese in Japanese Animation? (англ.). — Stone Bridge Press, 2005. — Vol. 2. — 154 p. — ISBN 9781880656969.
- Porori S. The Essential Evangelion Chronicle: Side B (фр.). — Glénat, 2010. — ISBN 978-2-7234-7121-3.
- Redmond D. The World is Watching: Video as Multinational Aesthetics, 1968–1995 (англ.). — Southern Illinois University Press, 2004. — 202 p. — ISBN 9780809325351.
- Takeda Y.[англ.]. The Notenki memoirs: studio Gainax and the men who created Evangelion (англ.). — ADV Manga, 2002. — 200 p. — ISBN 9781413902341.